# Maria Pia di Savoia
Maria Pia di Savoia (Torino, 16 ottobre 1847 – Stupinigi, 5 luglio 1911) è stata regina consorte di Portogallo dal 1862 al 1889, come moglie di re Luigi.
Fu la terza regina di Casa Savoia sul trono portoghese, dopo Mafalda e Maria Francesca.

## Biografia

### Infanzia

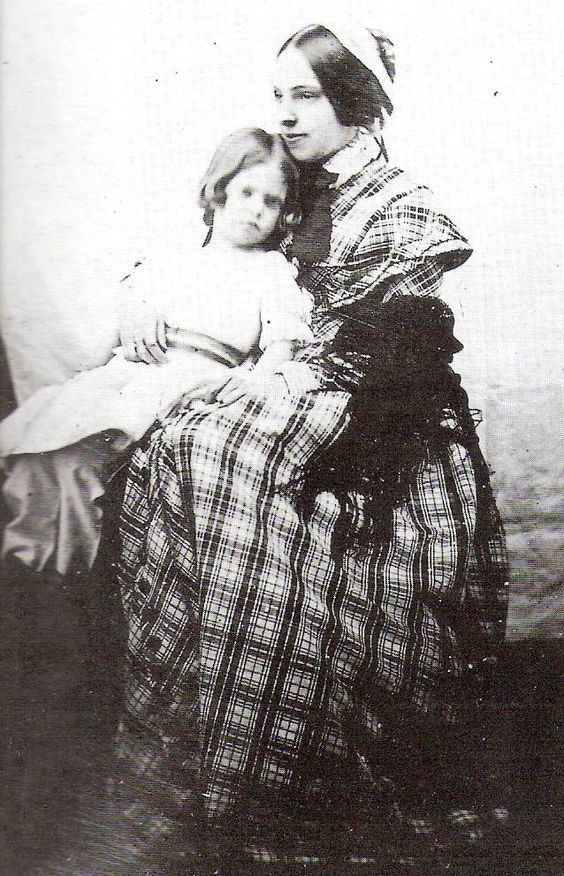
Maria Pia di Savoia in tenera età con la madre Maria Adelaide d'Asburgo-Lorena

Maria Pia era la seconda figlia del re Vittorio Emanuele II di Savoia, e della sua prima moglie, l'arciduchessa Maria Adelaide d'Asburgo-Lorena. I suoi genitori erano cugini di primo grado. Aveva sette fratelli, tra cui il re Umberto I d'Italia e il re Amedeo I di Spagna. La sorella maggiore, Maria Clotilde di Savoia, sposò un nipote di Napoleone Bonaparte. Il giorno del suo battesimo, Papa Pio IX, suo padrino, gli conferì la Rosa d'oro.
Ricevette un'educazione simile a quella di altre principesse europee, incentrata sulla grammatica, la geografia, la storia, il disegno e l'educazione musicale. Era una studentessa ragionevole, ma non si applicava molto agli studi; Aveva talento per il disegno e la musica, ma aveva difficoltà ad apprendere le lingue straniere. Insieme ai suoi fratelli, Maria Pia trascorse l'infanzia tra il Palazzo reale di Torino, Moncalieri, Racconigi, Casotto e Stupinigi.

## Matrimonio

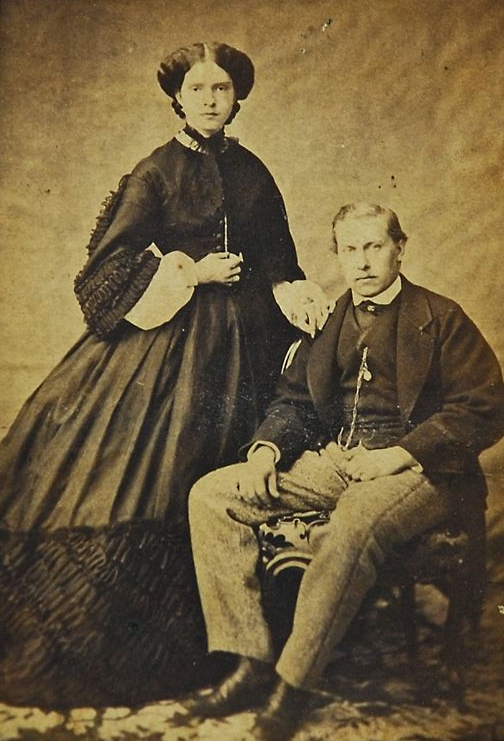
Maria Pia e Luigi del Portogallo nel 1862 circa

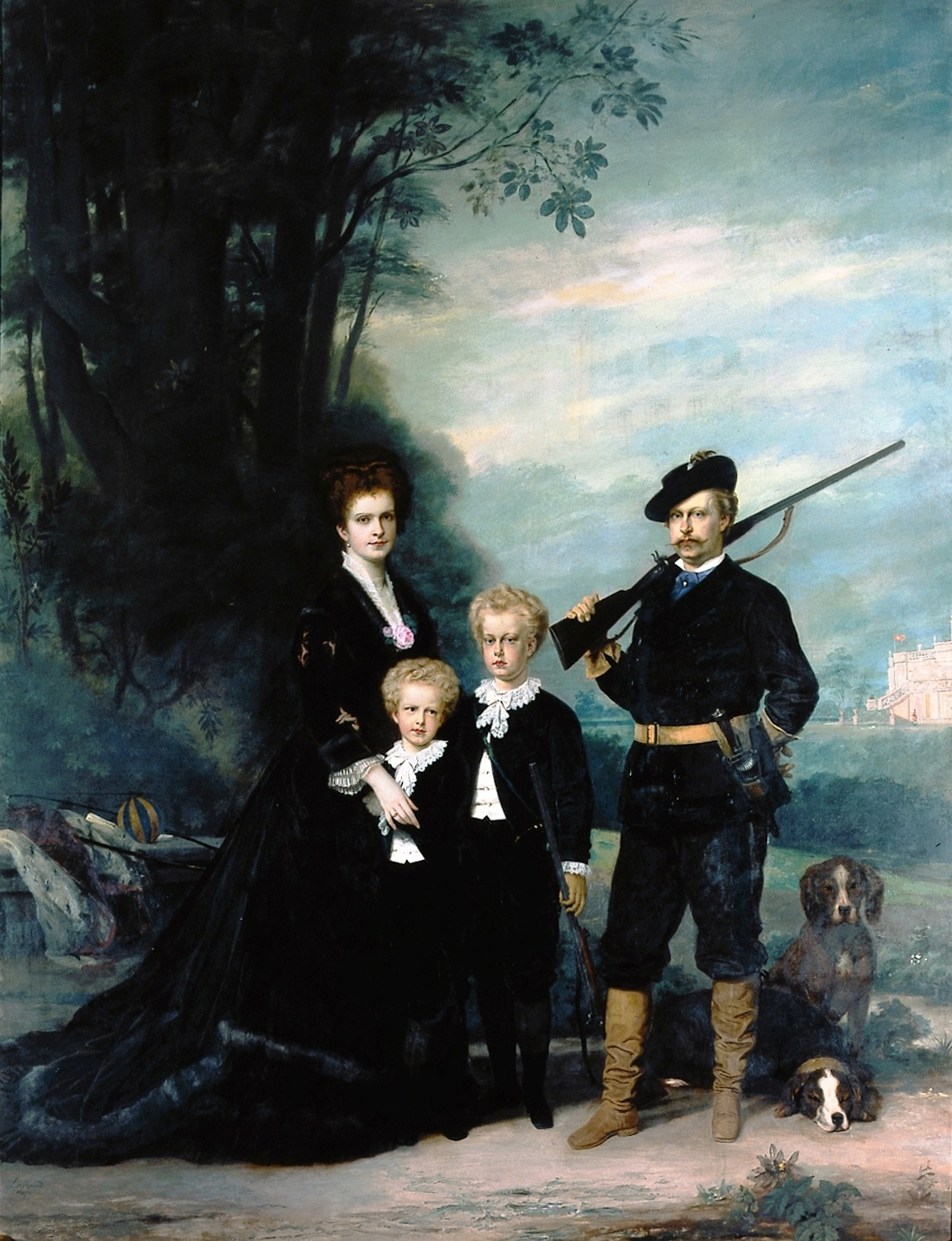
La famiglia reale di Luigi I del Portogallo a caccia in un ritratto del 1872

Quando Pietro V del Portogallo morì senza discendenti, nel 1861, suo fratello, l'Infante Luigi, salì al trono con il nome di Luigi I. Luigi I fu costretto ad abbandonare la carriera nella marina per dedicarsi agli affari del regno. Poiché il nuovo re non aveva eredi, vi era una certa urgenza nel suo matrimonio con una principessa europea, e la scelta cadde su Maria Pia.
Il contratto di matrimonio fu negoziato da Luís António de Abreu e Lima, conte di Carreira e, da parte italiana, da Jacques Durando, ministro degli Affari esteri, e da Jean Nigra, senatore. Il contratto fu concluso a Torino il 9 agosto 1862.
Maria Pia sposò, per procura, Luigi I del Portogallo , nella cappella del Palazzo Reale di Torino, il 27 settembre 1862, all'età di quindici anni. Luigi era rappresentato dal duca di Loulé e dal principe di Carignano, Eugenio Emanuele di Savoia-Villafranca, e la benedizione nuziale fu data dall'arcivescovo di Genova, Andreas Charvaz. A causa della recente morte della madre del re Ferdinando II, Maria Antonia di Koháry, alcune delle celebrazioni previste per procura per il giorno delle nozze non si sono svolte a Lisbona, ma solo alcune stanze sono furono addobbate per l'occasione.
Prima di partire per il Portogallo, Maria Pia donò al sindaco di Torino 20mila franchi da distribuire ai poveri, avendo anche chiesto a suo padre, di decretare un'amnistia per tutti i prigionieri politici.
Il 29 settembre, la giovane regina del Portogallo si imbarcò a bordo della corvetta Bartolomeu Dias, in partenza per Lisbona, accompagnata dalle corvette Dona Estefânia e Sagres, e dalle corvette italiane Maria Adelaide (che portava a bordo suo fratello, il principe Umberto, che l'accompagnava), Duca di Genova, Italia, Garibaldi e il piroscafo Anthion. Erano accompagnati anche da uno yacht francese (sul quale seguivano la principessa Maria Clotilde e il principe Napoleone Giuseppe Carlo Paolo Bonaparte) e due fregate russe. Lo squadrone arrivò nella capitale portoghese il 5 ottobre. Maria Pia sbarcò il giorno successivo quando si tenne la cerimonia presso la Chiesa di São Domingos. Le celebrazioni durarono tre giorni, con luci brillanti, sia negli edifici pubblici che in molte case private.

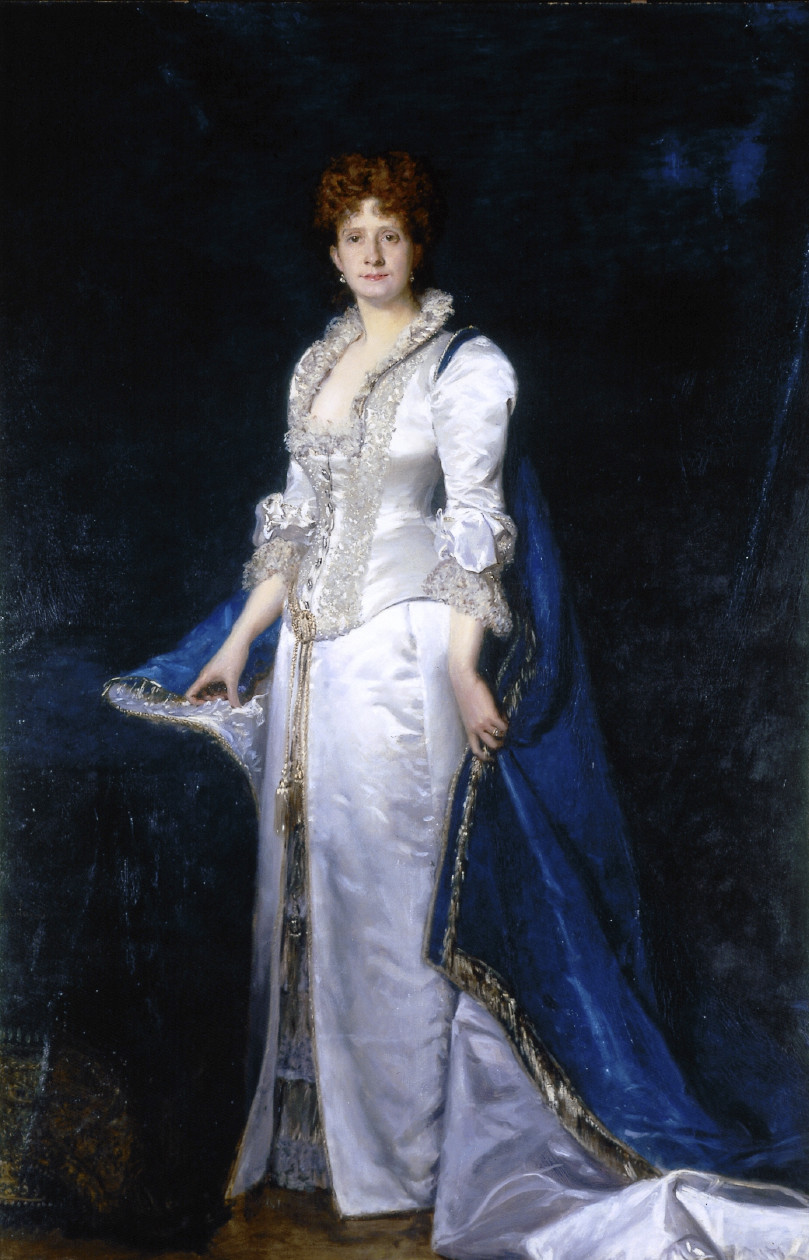
Maria Pia di Savoia, regina del Portogallo, ritratta da Carolus-Duran nel 1880, Palazzo Nazionale di Ajuda, Lisbona

## Regina
Regina all'età di quindici anni, Maria Pia adempie rapidamente al suo ruolo principale, assicurando la successione al trono con la nascita di quattro figli:
- Carlo del Portogallo (28 settembre 1863-1 febbraio 1908)[3];
- Alfonso Carlo di Braganza, duca di Porto (31 luglio 1865-21 febbraio 1920)[3].
- un figlio (nato e morto nel 1866)
- un figlio (nato e morto nel 1869)

Fu una donna dal carattere bizzarro, fu una madre amorevole verso i suoi figli e una regina attenta ai più bisognosi. Durante il rigido inverno del 1876, in cui molte famiglie rimasero nella povertà a causa delle enormi inondazioni causate dalle piogge, la regina prese l'iniziativa di organizzare un comitato per raccogliere donazioni. Quando nel 1877 la carestia colpì il paese di Ceará a causa della grande siccità che vi si verificò, Maria Pia propose, e fu approvato, che fosse prelevata una grossa somma dalle casse degli alluvionati, destinata ad aiutare le vittime di quella calamità.
Nel marzo 1888, quando circolò a Lisbona la notizia del disastroso incendio del Teatro Baquet di Porto, Maria Pia partì subito in treno, in una notte tempestosa, vestita a lutto. Si distinse per la sua solidarietà ai parenti delle vittime, correndo per i vicoli più sordidi della città, distribuendo l'elemosina a tutte le persone colpite.
Benefattrice instancabile, fondò numerose istituzioni di solidarietà sociale.
Abituata ai lussi della corte torinese, Maria Pia era amante dell'alta moda e delle feste, come i balli in maschera. Una notte del febbraio 1865 indossò tre abiti diversi. Divenne nota come L'Angelo della Carità e La Madre dei Poveri per la sua compassione e le sue cause sociali. Tuttavia pronunciò una celebre frase in risposta alle critiche di uno dei suoi ministri per il prezzo delle sue stravaganze: "Chi vuole regine, le paghi!".
Maria Pia rimase generalmente estranea alle questioni politiche. Solo quando il maresciallo Duque de Saldanha circondò il palazzo Ajuda nel 1870, in una rivolta passata alla storia come Saldanhada, costringendo il re a nominarlo presidente del Consiglio dei ministri, la regina dimostrò la sua diligenza politica esclamando allora al maresciallo: Se fossi il re lo farei fucilare!.
Il 19 ottobre 1889, assistette eccezionalmente il marito durante la sua terribile agonia, nella Cittadella di Cascais. È noto che, negli anni Novanta dell'Ottocento, praticò la fotografia con un certo successo.

### Regina madre
Dopo l'ascesa al trono portoghese di suo figlio, il re Carlo I, Maria Pia cedette il protagonismo alla nuora, la principessa Amelia d'Orléans, continuando a risiedere ufficialmente nel Palácio da Ajuda (la cui decorazione è dovuta secondo il suo gusto), utilizzando come residenze ricreative il Palácio da Vila de Sintra e uno chalet da lei acquistato a Estoril. Ha servito più volte come reggente del regno durante le visite ufficiali del figlio e della nuora all'estero.
In seguito al regicidio del 1908, nel quale furono assassinati suo figlio e suo nipote, l'erede al trono Luigi Filippo, Maria Pia fu sopraffatta dal dolore, cominciando a mostrare segni di disturbi mentali. Durante il breve regno del nipote più giovane, Manuele II, rimase praticamente lontana dalla vita pubblica e quasi sempre accompagnata dal suo secondo figlio, Alfonso, duca di Porto.

## Esilio e morte
Con l'instaurazione della repubblica, il 5 ottobre 1910, Maria Pia andò in esilio, ma non con gli altri membri della famiglia reale. Partì per il nativo Piemonte, dove morì l'anno successivo, il 5 luglio 1911, all'età di 63 anni. Fu accompagnata in esilio dalla marchesa de Nisa e da João de Benjamim Pinto, conte di Vialonga.
Fu sepolta nel pantheon reale dei Savoia nella Basilica di Superga, a Torino. Qualche istante prima di spirare, chiese di essere sepolta in Portogallo, il paese dove era rimasta per quarantotto anni. Oggi si spera ancora che il suo ultimo desiderio venga esaudito: tornare in Portogallo, dove potrà riposare in pace con il marito, i figli, i nipoti e il resto della sua famiglia. È l'unico membro della famiglia reale in esilio che non è tornato in Portogallo.
Nel 2015 sono state avviate due petizioni pubbliche per richiedere formalmente al governo portoghese di autorizzare il trasferimento dall'Italia al Pantheon Reale della dinastia di Braganza in Portogallo delle spoglie mortali della regina Maria Pia e della sua presunta nipote bastarda Maria Pia de Sassonia-Coburgo-Braganza, dato che, in vita, espresse un enorme desiderio di essere sepolta insieme ai restanti membri della famiglia.

## Onorificenze

Il monogramma personale della regina Maria Pia.

Il monogramma personale della regina Maria Pia e di re Luigi del Portogallo.

## Ascendenza
|                                      |                              |                                           | Genitori                               |  |  | Nonni |  |  | Bisnonni                           |  |  | Trisnonni                              |  |
|                                      |                              |                                           |                                        |  |  |       |  |  | Carlo Emanuele di Savoia-Carignano |  |  | Vittorio Amedeo II di Savoia-Carignano |  |
|                                      |                              |                                           |                                        |  |  |       |  |  | Carlo Emanuele di Savoia-Carignano |  |  | Vittorio Amedeo II di Savoia-Carignano |  |
|                                      |                              | Giuseppina di Lorena                      |                                        |  |  |       |  |  | Carlo Emanuele di Savoia-Carignano |  |  |                                        |  |
| Carlo Alberto di Savoia              |                              |                                           |                                        |  |  |       |  |  | Carlo Emanuele di Savoia-Carignano |  |  |                                        |  |
|                                      |                              | Maria Cristina di Sassonia-Curlandia      | Carlo di Sassonia                      |  |  |       |  |  |                                    |  |  |                                        |  |
|                                      |                              | Maria Cristina di Sassonia-Curlandia      | Carlo di Sassonia                      |  |  |       |  |  |                                    |  |  |                                        |  |
|                                      |                              | Maria Cristina di Sassonia-Curlandia      | Francesca Korwin-Krasińska             |  |  |       |  |  |                                    |  |  |                                        |  |
| Vittorio Emanuele II di Savoia       |                              | Maria Cristina di Sassonia-Curlandia      |                                        |  |  |       |  |  |                                    |  |  |                                        |  |
|                                      |                              | Ferdinando III di Toscana                 | Leopoldo II d'Asburgo-Lorena           |  |  |       |  |  |                                    |  |  |                                        |  |
|                                      |                              | Ferdinando III di Toscana                 | Leopoldo II d'Asburgo-Lorena           |  |  |       |  |  |                                    |  |  |                                        |  |
|                                      |                              | Ferdinando III di Toscana                 | Maria Ludovica di Borbone-Napoli       |  |  |       |  |  |                                    |  |  |                                        |  |
| Maria Teresa d'Asburgo-Toscana       |                              | Ferdinando III di Toscana                 |                                        |  |  |       |  |  |                                    |  |  |                                        |  |
|                                      |                              | Luisa Maria Amalia di Borbone-Due Sicilie | Ferdinando I di Borbone                |  |  |       |  |  |                                    |  |  |                                        |  |
|                                      |                              | Luisa Maria Amalia di Borbone-Due Sicilie | Ferdinando I di Borbone                |  |  |       |  |  |                                    |  |  |                                        |  |
|                                      |                              | Luisa Maria Amalia di Borbone-Due Sicilie | Maria Carolina d'Asburgo-Lorena        |  |  |       |  |  |                                    |  |  |                                        |  |
| Maria Pia di Savoia                  |                              | Luisa Maria Amalia di Borbone-Due Sicilie |                                        |  |  |       |  |  |                                    |  |  |                                        |  |
|                                      | Leopoldo II d'Asburgo-Lorena | Francesco I di Lorena                     |                                        |  |  |       |  |  |                                    |  |  |                                        |  |
|                                      | Leopoldo II d'Asburgo-Lorena | Francesco I di Lorena                     |                                        |  |  |       |  |  |                                    |  |  |                                        |  |
|                                      | Leopoldo II d'Asburgo-Lorena | Maria Teresa d'Asburgo                    |                                        |  |  |       |  |  |                                    |  |  |                                        |  |
| Ranieri Giuseppe d'Asburgo-Lorena    | Leopoldo II d'Asburgo-Lorena |                                           |                                        |  |  |       |  |  |                                    |  |  |                                        |  |
|                                      |                              | Maria Ludovica di Borbone-Napoli          | Carlo III di Borbone                   |  |  |       |  |  |                                    |  |  |                                        |  |
|                                      |                              | Maria Ludovica di Borbone-Napoli          | Carlo III di Borbone                   |  |  |       |  |  |                                    |  |  |                                        |  |
|                                      |                              | Maria Ludovica di Borbone-Napoli          | Maria Amalia di Sassonia               |  |  |       |  |  |                                    |  |  |                                        |  |
| Maria Adelaide d'Asburgo-Lorena      |                              | Maria Ludovica di Borbone-Napoli          |                                        |  |  |       |  |  |                                    |  |  |                                        |  |
|                                      |                              | Carlo Emanuele di Savoia-Carignano        | Vittorio Amedeo II di Savoia-Carignano |  |  |       |  |  |                                    |  |  |                                        |  |
|                                      |                              | Carlo Emanuele di Savoia-Carignano        | Vittorio Amedeo II di Savoia-Carignano |  |  |       |  |  |                                    |  |  |                                        |  |
|                                      |                              | Carlo Emanuele di Savoia-Carignano        | Giuseppina di Lorena                   |  |  |       |  |  |                                    |  |  |                                        |  |
| Maria Elisabetta di Savoia-Carignano |                              | Carlo Emanuele di Savoia-Carignano        |                                        |  |  |       |  |  |                                    |  |  |                                        |  |
|                                      |                              | Maria Cristina di Sassonia-Curlandia      | Carlo di Sassonia                      |  |  |       |  |  |                                    |  |  |                                        |  |
|                                      |                              | Maria Cristina di Sassonia-Curlandia      | Carlo di Sassonia                      |  |  |       |  |  |                                    |  |  |                                        |  |
|                                      |                              | Maria Cristina di Sassonia-Curlandia      | Francesca Korwin-Krasińska             |  |  |       |  |  |                                    |  |  |                                        |  |
|                                      |                              | Maria Cristina di Sassonia-Curlandia      |                                        |  |  |       |  |  |                                    |  |  |                                        |  |